# Luz Ardiden
Luz Ardiden je zimskošportno središče v francoskem delu Pirenejev. Nahaja se v departmaju Hautes-Pyrénées na višini 1720 m, smučarske proge pa segajo do višine 2500 m. Cesta, ki vodi iz doline (Luz-Saint-Sauveur, 710 m) do Luz Ardidena, je dolga 14.7 km, povprečni naklon je 6,9 %, maksimalni pa 10 %. Od sredine 80. let 20. stoletja je Luz Ardiden pogosto gorski etapni cilj kolesarske dirke po Franciji.

### Tour de France
| Leto | Etapa | Začetek etape       | Dolžina (km) | Zmagovalec                | Rumena majica      |
| ---- | ----- | ------------------- | ------------ | ------------------------- | ------------------ |
| 2021 | 18    | Pau                 | 129.7        | Tadej Pogačar             | Tadej Pogačar      |
| 2011 | 12    | Cugnaux             | 211          | Samuel Sánchez            | Thomas Voeckler    |
| 2003 | 15    | Bagnères-de-Bigorre | 159.5        | Lance Armstrong           | Lance Armstrong    |
| 2001 | 14    | Tarbes              | 144          | Roberto Laiseka           | Lance Armstrong    |
| 1994 | 12    | Lourdes             | 204.5        | Richard Virenque          | Miguel Indurain    |
| 1990 | 16    | Blagnac             | 215          | Miguel Indurain           | Claudio Chiappucci |
| 1988 | 15    | Saint-Girons        | 187.5        | Laudelino Cubino Gonzalez | Pedro Delgado      |
| 1987 | 14    | Pau                 | 166          | Dag Otto Lauritzen        | Charly Mottet      |
| 1985 | 17    | Toulouse            | 209.5        | Pedro Delgado             | Bernard Hinault    |